# Per Kristian Wik
Per Kristian Wik, född den 18 november 1896 i Falun, död där den 12 september 1955, var en svensk militär. Han var son till Kristian Wik, bror till Gunnar Wik och systerson till Gunnar Ekblom.
Wik avlade officersexamen 1918. Han blev fänrik vid Dalregementet 1918 och löjtnant där 1920. Efter att ha genomgått Krigshögskolan 1925–1927 var Wik aspirant vid generalstaben 1928–1931 och blev kapten där 1933. Han  befordrades till major vid Kronobergs regemente 1940, till överstelöjtnant vid Södra skånska infanteriregementet 1943 och till överste 1949. Wik blev befälhavare i Kalix försvarsområde 1945 och i Falu försvarsområde 1949. Han blev riddare av Svärdsorden 1939 och kommendör av samma orden 1954. Wik vilar på Skogskyrkogården i Falun.